# Мадагаскарский орлан-крикун
Мадагаскарский орлан-крикун (лат. Icthyophaga vociferoides) — вид птиц из семейства ястребиных.

## Описание
Большая рыбоядная птица. Размер 70-80 см. Является одной из самых редких хищных птиц в мире. У орлана-крикуна оперение имеет тёмный красновато-коричневый цвет, голова тёмно-коричневая, щёки и горло беловатые. Хвост белый, короткий, крылья тёмно-коричневые. Молодые особи отличаются прожилками на голове, с бледной окраской маховых перьев и бледным низом тела и тёмным хвостом.

## Питание
Питается рыбой и ловит свою добычу, выхватывая её на лету с поверхности воды, немного погружаясь в воду.

## Распространение
Мадагаскарский орёл-крикун является эндемиком острова Мадагаскар. Он встречается вдоль западного побережья Morombe на юго-западе до бухты Диего-Суарес на севере. Поселяется в местах, где имеются лиманы, мангровые леса. Он встречается на морских островах на северо-западе и во внутренних пресных водоёмах, по побережьям рек и озёр. Орёл-крикун предпочитает селиться на больших деревьях или на скалах близко к воде для гнездования и кормления.

## Размножение
Сезон размножения у орлана-крикуна длится с мая по октябрь. Самка откладывает максимум 2 яйца, но в гнезде выживает только один птенец. У орлов-крикунов распространена «полиандрии», когда самка спаривается с более, чем одним самцом. Но даже в этом случае 1/3 яиц не откладывается.

## Охранный статус
Орел-крикун резко сократил численность с середины XX века, хотя недавние генетические исследования свидетельствуют о том, что количество птиц этого вида всегда была естественно маленьким. Однако такая ситуация свидетельствует об угрозе вымирания. Кроме ухудшения состояния среды обитания существуют прямые и косвенные воздействия человека. Все эти факты позволили внести орла-крикуна в Красный список МСОП со статусом — критическое состояние.